# Wilhelm von Redern
Karl Hermann Friedrich Wilhelm von Redern (* 28. Juni 1867 in Hannover; † 7. August 1940 in Potsdam) war ein deutscher Verwaltungsjurist.

## Leben
Er stammte aus märkischem Uradel und war das zweite Kind des Generalleutnants Hermann von Redern (1819–1886). Seine Schwester war die Schriftstellerin Hedwig von Redern.
1889 wurde er Gerichtsreferendar, 1892 Regierungsreferendar und 1895 Regierungsassessor beim Landrat in Tilsit, dann beim Oberpräsidenten in Breslau. 1901 bis 1907 war er königlich-preußischer Landrat im Kreis Stallupönen, Ostpreußen. Anschließend wurde er Oberregierungsrat und Abteilungsdirigent bei der Regierung Allenstein, dann in Posen. Von 1914 bis 1920 war er Landesdirektor in Waldeck-Pyrmont und Bevollmächtigter Waldecks zum Bundesrat, später zum Reichsrat, bis er 1920 aus politischen Gründen beurlaubt wurde.
Er verkaufte 1919 hoch verschuldet sein circa 5000 Hektar umfassendes und 1876 erworbenes Gut Lanke mit dem Bogensee für fast 20 Millionen Reichsmark an den Magistrat von Berlin.
Er diente ab 1920 als 1. Oberregierungsrat (Vizepräsident) der Regierung in Wiesbaden, wurde aber 1923 ausgewiesen. Nachdem er von 1924 bis 1928 Vizepräsident der Regierung in Gumbinnen gewesen war, wurde er 1928 in den einstweiligen Ruhestand versetzt.